# Sagittaria papillosa

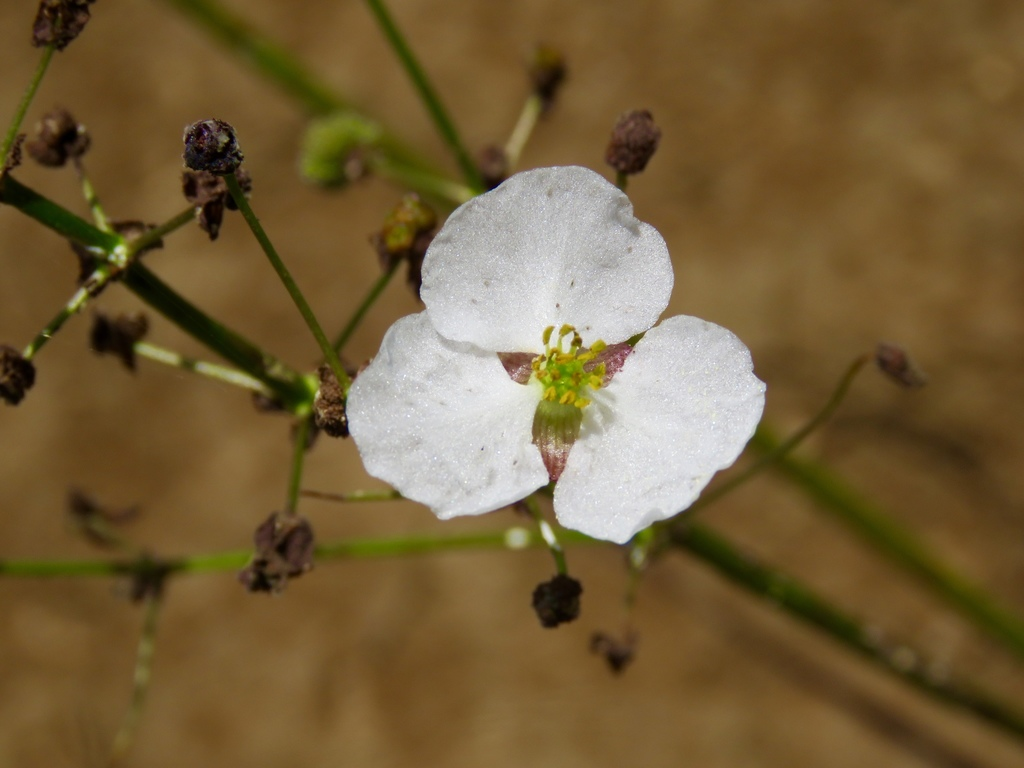
Papillosa

Sagittaria papillosa är en svaltingväxtart som beskrevs av Franz Georg Philipp Buchenau. Sagittaria papillosa ingår i släktet pilbladssläktet, och familjen svaltingväxter. Inga underarter finns listade.